# Nejdek
Nejdek (německy Neudek, v chebském sudetoněmeckém nářečí Naidek) je město v okrese Karlovy Vary v Karlovarském kraji, patnáct kilometrů severozápadně od Karlových Varů. Město se nachází uprostřed masivu Krušných hor, obestoupené hustě zalesněnými příkrými svahy okolních kopců, sevřené v úzkém údolí řeky Rolavy. Nejdek je město pohraniční, na spojnici Karlových Varů a Saska. Žije zde přibližně 7 700 obyvatel.

## Název
Název města je odvozen ze středněhornoněmeckých slov nît a ecke. První označuje bojovou zuřivost, hněv nebo žárlivost a druhé znamená ostří, hrot, hranu nebo kout. V historických pramenech se jméno objevuje ve tvarech: Neydek (1340, 1354), Nidek (1367), Naydek (1369), Neydek (1384 až okolo roku 1405), na Neideku (1525), Neydek (1590) nebo Neudek a Negdek (1847).

## Historie
První písemná zmínka o Nejdku pochází z roku 1340, kdy na zdejším hradě sídlil Petr Plik. Král Jan Lucemburský mu následujícího roku potvrdil lenní vlastnictví hradu. Stejný majetek patřil už Petrovu otci Konrádovi, který zemřel v roce 1335. Listina také zmiňuje nejdecká rýžoviště cínu. Není známo, kdy byl Nejdek povýšen na město, ale nejstarší označení horní město se nachází na zvonu z roku 1576.

### Hornictví
Dějiny města jsou spojeny s dobýváním a zpracováním kovů. Cínové doly byly znovu zmíněny roku 1364 a z roku 1410 pochází první zmínka o železářských hamrech. K největšímu rozmachu dolů na Nejdecku došlo v letech 1446–1602, kdy město patřilo Šlikům. Cín se rýžoval v okolí horských osad Rolava, Chaloupky, Jelení, Nové Hamry, Velflík a dalších. Aby zajistili dostatek vody, nechali Šlikové vybudovat Přebuzský příkop dlouhý šest kilometrů a Rudenský příkop dlouhý dvanáct kilometrů. Oba přiváděly vodu z Rolavy k rýžovištím. V samotném Nejdku se tavily rudy a zpracovávaly kovy. Vrchnostenská cínová huť ve městě působila údajně už v roce 1454. Aby si vrchnost udržela kontrolu nad rýžovišti, vydala tzv. nejdecké lesní cínové právo a zřídila horní úřad. Vzhledem ke sporům Šliků s Ferdinandem I. a jejich povinnosti odvádět více peněz do zemské pokladny byl v Nejdku otevřen královský horní úřad, podřízený vrchnímu hornímu úřadu v Jáchymově.

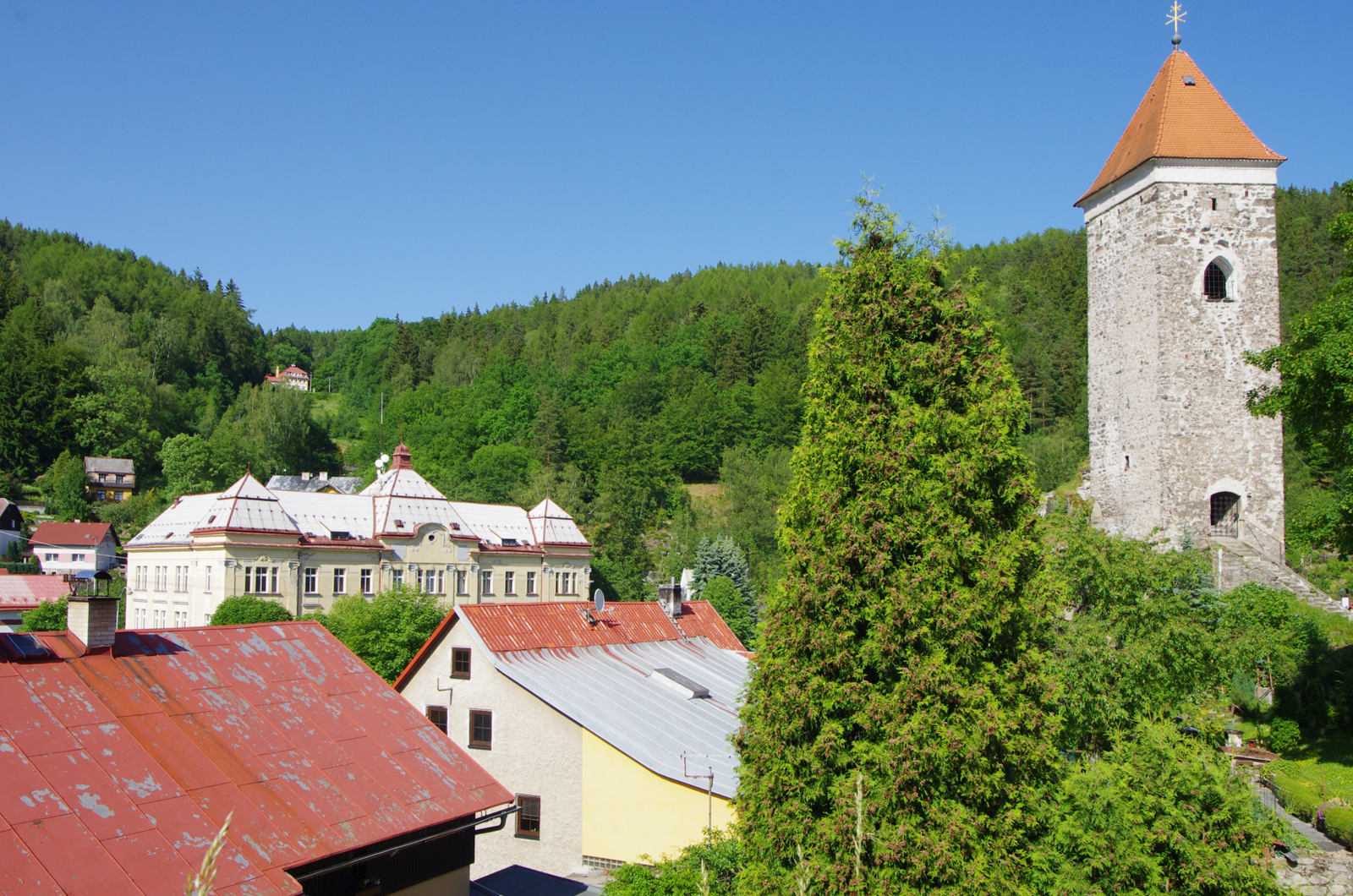
Černá věž je pozůstatkem nejdeckého hradu

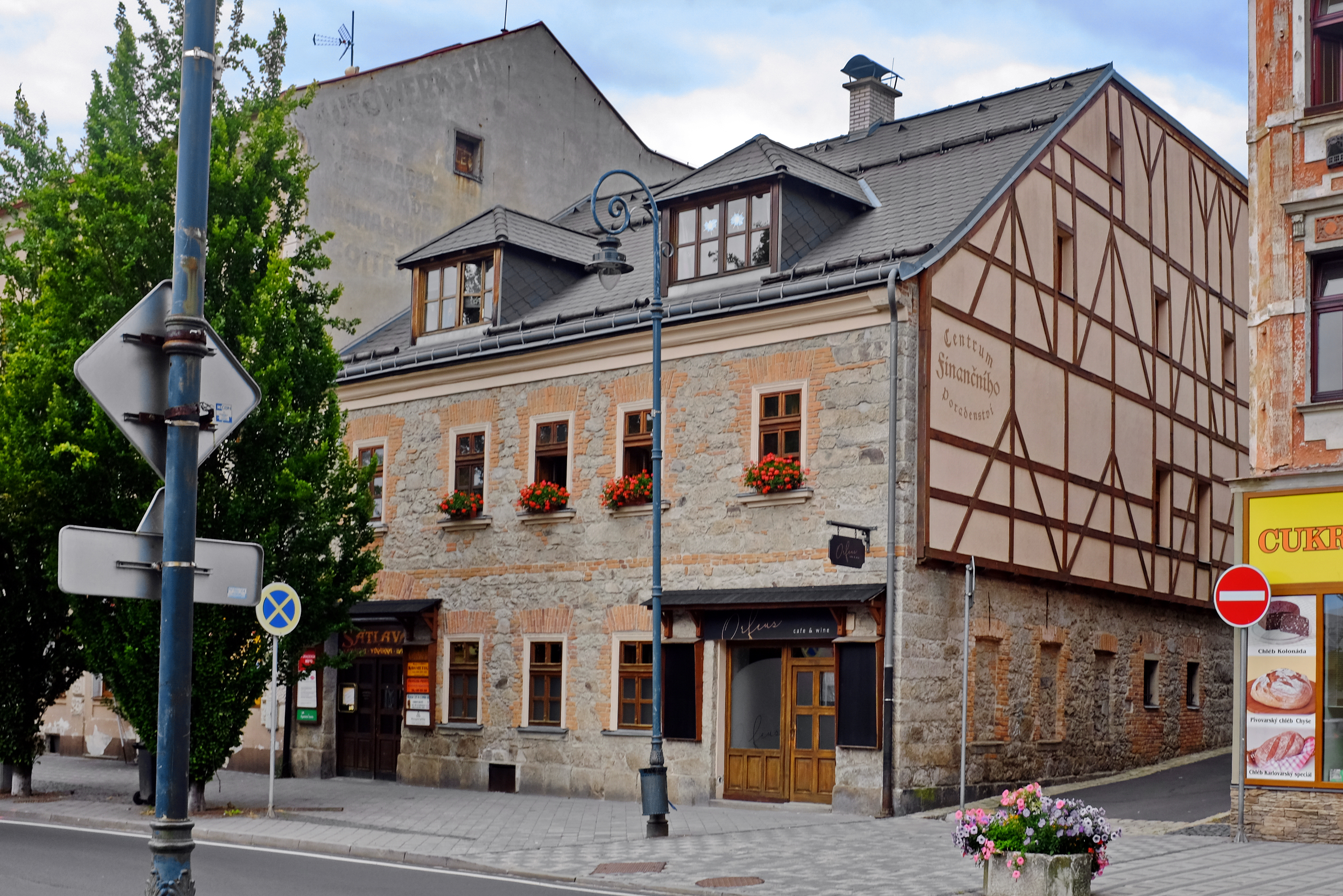
Budova bývalého okresního soudu

Rýžování cínové rudy dosáhlo vrcholu okolo roku 1570. Rýžoviště se tehdy nacházela především podél Rolavy, Černého a Rudného potoka. Pozůstatky rýžovišť jsou patrné zejména západně od Chaloupek. Spolu s rýžováním byly už kolem roku 1500 otevírány doly u Jelení, Rudného, Vysoké Pece, Javořiny, Bernova, Nových Hamrů, Oldřichova a Vysoké Štoly. Před rokem 1600 ve městě pracovaly také dvě železářské hutě a v roce 1525 také hamr.
Roku 1602 Šlikové Nejdek prodali Bedřichu Colonnovi z Felsu, jehož potomkům město roku 1632 zkonfiskoval Ferdinand III. za spolupráci se Švédy. Novým majitelem se v roce 1633 stal Heřman Černín z Chudenic. Také podle Augusta Sedláčka získal Heřman Černín město po roce 1632, ale Miloslav Bělohlávek uvedl, že Colonnům z Felsu byl Nejdek zkonfiskován při pobělohorských konfiskací a Heřman Černín je koupil už v roce 1623.

### Období úpadku

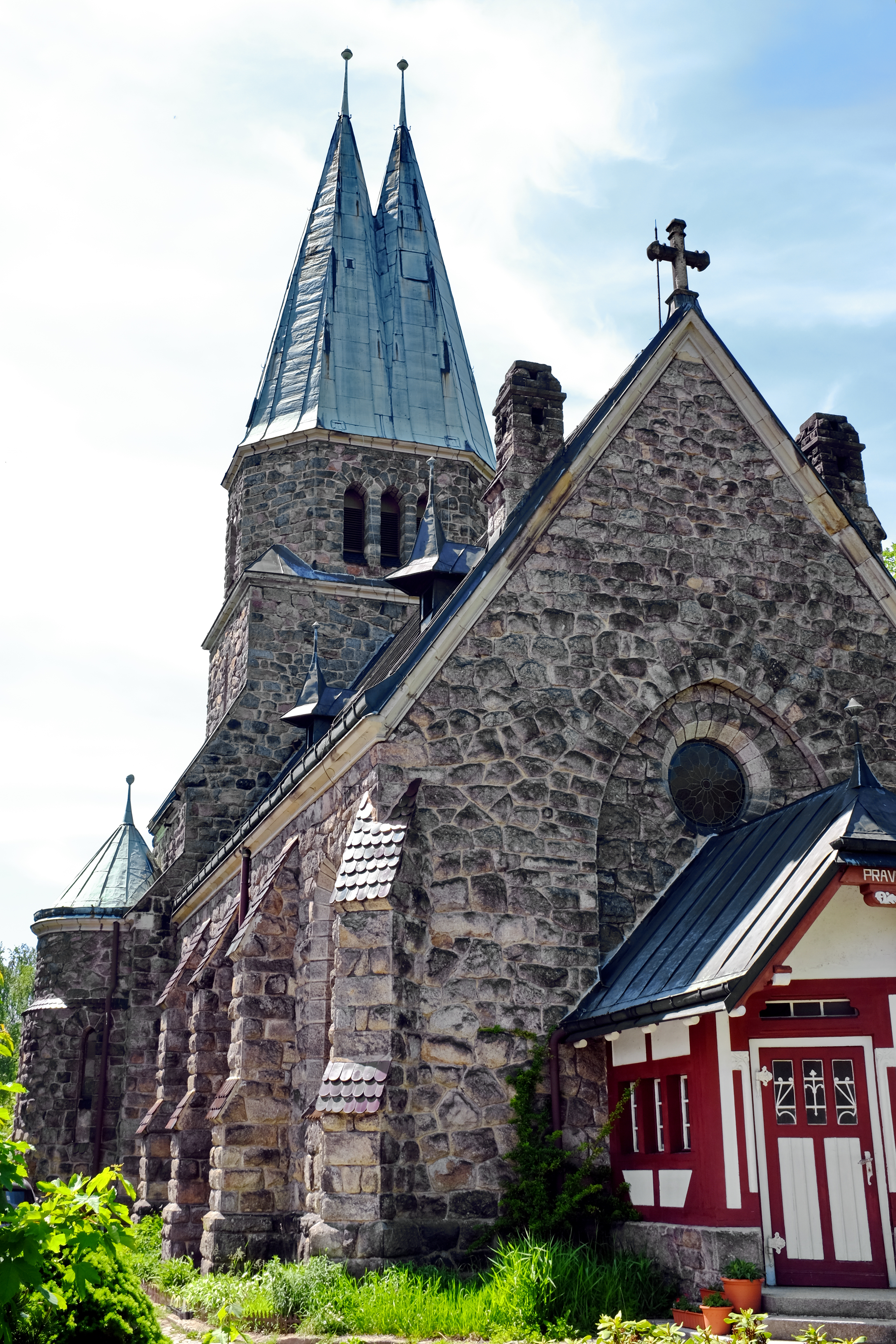
Evangelický kostel

Procházející vojska během třicetileté války drancovala okolí a do osady Poušť zavlekla nemoce, které se rozšířily i do Nejdku. Černínové na svých panstvích prováděli rekatolizaci, v jejímž důsledku z města odešlo mnoho lidí. Podle berní ruly z roku 1654 v Nejdku zůstalo jen 465 obyvatel. Po válce klesal význam cínových dolů, ale těžba byla průběžně obnovována ještě dalších dvě stě let. Z železářských provozů po válce zůstal jen plechařský hamr a tři drátovny. Nejdecký horní uřad byl zrušen v roce 1851 a roku 1874 byla uzavřena i cínová huť.
K selskému povstání v roce 1680 se připojili i poddaní z Nejdku. Rebelie přerostla do o ozbrojeného střetu, po jehož potlačení byli vůdci vzbouřenců popraveni. Město také na sedm let ztratilo svá privilegia. O devadesát let později na Nejdek a okolí těžce dolehla velká neúroda, v jejímž důsledku vypukla v letech 1770–1771 morová epidemie, při které v nejdecké farnosti zemřelo asi dva tisíce lidí. K hladomorům docházelo i ve čtyřicátých letech devatenáctého století. Od osmnáctého století se v Nejdku a okolí začaly vyrábět černé hedvábné paličkované krajky.

### Industrializace
V devatenáctém století došlo k rozsáhlé industrializaci města. V roce 1813 byla otevřena nová železárna, v níž baron Heinrich Kleist roku 1836 zmodernizoval válcovnu plechů a pocínovnu, čímž železárnu proměnil v podnik evropského významu. Rodina Petzoldů podnik v roce 1909 spojila s rotavskou železárnou do akciové společnosti Železárny Rotava–Nejdek, která patřila k největším v Rakousku-Uhersku. Jiným významným podnikem se stala továrna na česanou a mykanou přízi a výrobky z ovčí vlny založená Antonem Schmiegerem v roce 1843. Největšího rozvoje dosáhla v době první republiky.
Od druhé poloviny devatenáctého století se rozvíjel také cestovní ruch. Turistickou dominantou Nejdecka se od roku 1897 stala rozhledna Pajndl na Tisovském vrchu. V roce 1908 u ní byla otevřena restaurace.

### Dvacáté století
Rozvoj města přerušila první světová válka. Po jejím odeznění následoval vzestup průmyslu, ale po krátké době jej ukončila hospodářská krize. Po roce 1945 byli z města i okolních vesnic vysídleni němečtí obyvatelé. Zejména venkovská sídla se nepodařilo dosídlit, a některé zcela zanikla. Oblast Nejdecka patřila k osídlení s nejsilnějším podílem německy mluvících obyvatel západního Krušnohoří v Čechách, a to ještě před vznikem Československa. Ze statistik ze sčítání lidu v roce 1910 vyplývá, že v soudním okrese Nejdek žilo 24 247 obyvatel, z toho pouze čtyři Češi. Proto byl po druhé světové válce problém, zajistit do správních komisí Čechy. V dopisu okresní správní komise v Nejdku ze dne 5. července 1945, který odešel dopis na ministerstvo vnitra se uvádí, že v soudním okrese Nejdek je ještě 18 obcí, kde nejsou vůbec žádní Češi, a komise je složena jen z Němců. Pokud do těchto obcí přijdou Češi natrvalo, budou samozřejmě jmenováni do místní správní komise. Ve městě však byla obnovena a rozšířena výroba v kovozávodu Metalis, v přádelně i dalších podnicích. Po roce 1989 se významným zaměstnavatelem stala firma Witte Automotive.

## Přírodní poměry

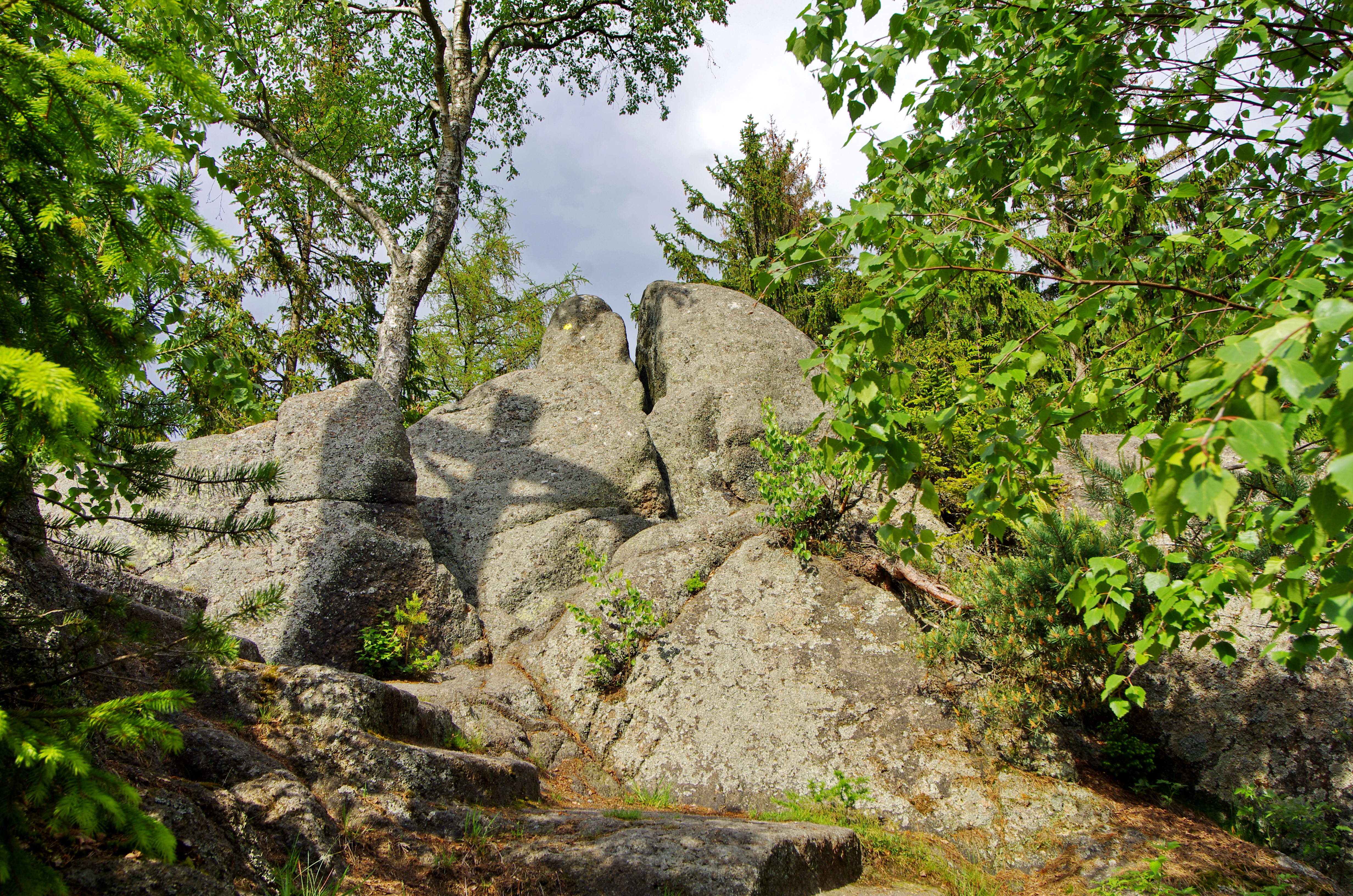
Křížový vrch

Město se rozkládá v údolí Rolavy a v několika menších údolích kolem. Město je v kopcovitém terénu Krušných hor a obklopují ho jehličnaté a smíšené lesy. Protéká jím řeka Rolava. Menší přítoky tvoří: Nejdecký potok (Rodišovka), na kterém se nachází vodní nádrž Lesík (využívána ke koupání a rybaření); Oldřichovský potok, Limnický potok a Lužecký potok.

## Obyvatelstvo
Při sčítání lidu v roce 1921 zde žilo 6 995 obyvatel (z toho 3 311 mužů), z nichž bylo 95 Čechoslováků, 6 753 Němců a 147 cizinců. V náboženství převažovala římskokatolická většina, ale 230 lidí patřilo k evangelickým církvím, dva k církvi československé, 37 k církvi izraelské a 34 jich bylo bez vyznání. Podle sčítání lidu z roku 1930 mělo město 9 042 obyvatel: 262 Čechoslováků, 8 575 Němců, jednoho Žida, dva Poláky, tři Maďary a 192 cizinců. Stále převažovali římští katolíci, ale žilo zde také 345 evangelíků, patnáct členů církve československé, 56 členů církve izraelské, deset členů jiných nezjišťovaných církví a 763 lidí bez vyznání.
| Rok            | 1869  | 1880  | 1890  | 1900  | 1910   | 1921   | 1930   | 1950  | 1961  | 1970  | 1980  | 1991  | 2001  | 2011  |
| -------------- | ----- | ----- | ----- | ----- | ------ | ------ | ------ | ----- | ----- | ----- | ----- | ----- | ----- | ----- |
| Počet obyvatel | 6 724 | 7 747 | 7 651 | 9 122 | 11 678 | 11 626 | 14 556 | 7 984 | 8 423 | 8 787 | 8 893 | 8 180 | 8 600 | 8 145 |
| Počet domů     | 875   | 1 010 | 1 071 | 1 181 | 1 343  | 1 405  | 1 859  | 2 238 | 1 349 | 1 220 | 1 142 | 1 223 | 1 299 | 1 440 |

| Rok            | 1869  | 1880  | 1890  | 1900  | 1910  | 1921  | 1930  | 1950  | 1961  | 1970  | 1980  | 1991  | 2001  | 2011  |
| -------------- | ----- | ----- | ----- | ----- | ----- | ----- | ----- | ----- | ----- | ----- | ----- | ----- | ----- | ----- |
| Počet obyvatel | 2 865 | 3 404 | 3 574 | 4 740 | 6 937 | 6 995 | 9 042 | 6 121 | 6 710 | 7 407 | 7 782 | 7 267 | 7 550 | 6 946 |
| Počet domů     | 334   | 364   | 405   | 483   | 608   | 663   | 933   | 1 154 | 1 101 | 866   | 830   | 885   | 917   | 982   |

## Místní části
- Bernov
- Fojtov
- Lesík
- Lužec
- Nejdek
- Oldřichov
- Pozorka
- Suchá
- Tisová
- Vysoká Štola

V letech 1961–1991 k městu patřily i Rudné a Vysoká Pec, od 1. ledna 1976 do 28. února 1990 Nové Hamry a od 1. ledna 1976 do 23. listopadu 1990 také Rájec a Smolné Pece.

## Doprava

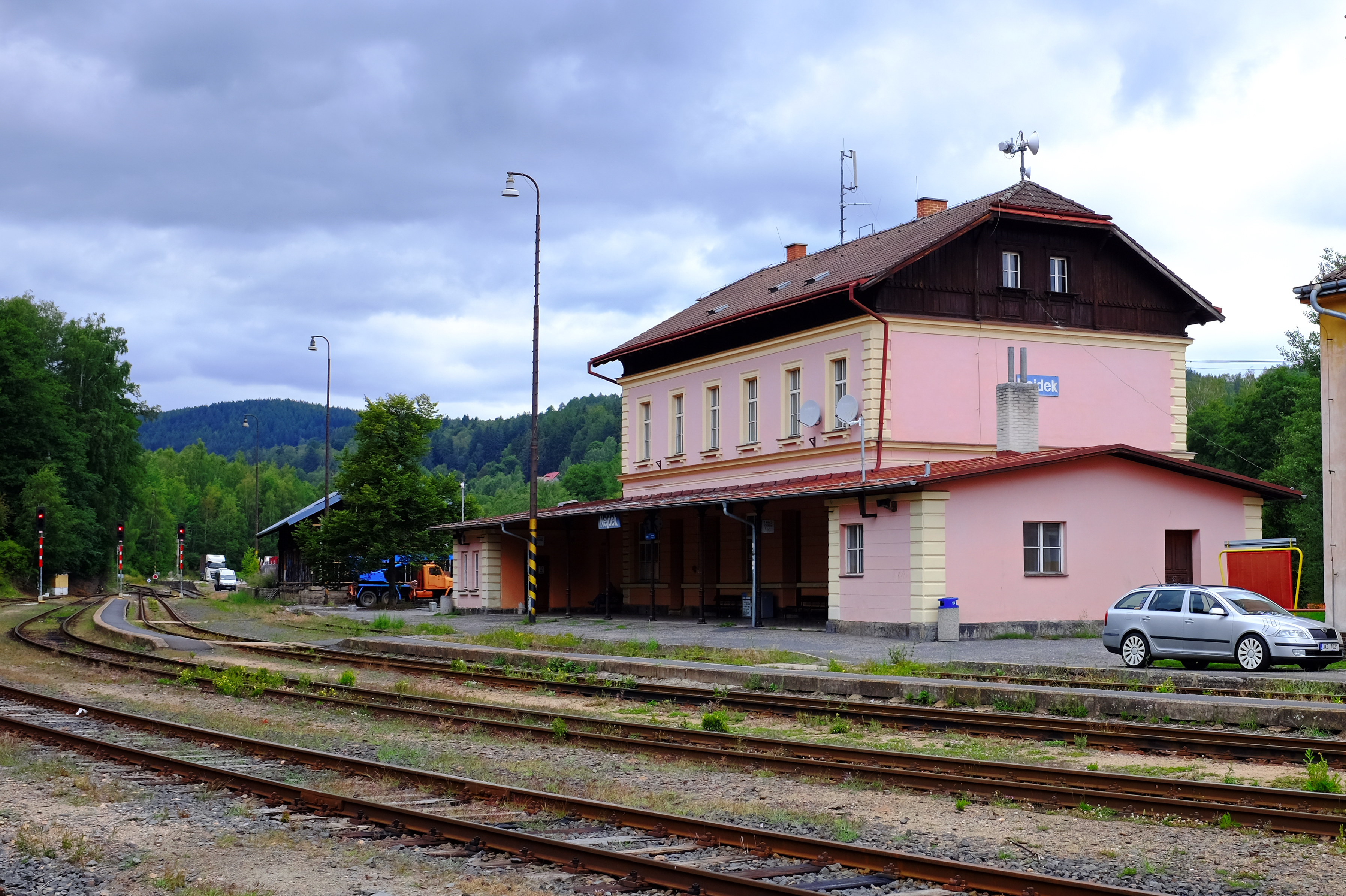
Železniční stanice Nejdek

Městem prochází železniční trať Karlovy Vary – Johanngeorgenstadt a silnice II. třídy II/220.

### Železniční zastávky
- Nejdek
- Nejdek zastávka
- Nejdek-Oldřichov (původně Oldřichov u Nejdku)
- Nejdek-Sejfy (původně Nové Hamry, zast.)
- Nejdek-Suchá (původně Suchá u Nejdku)
- Nejdek-Tisová (původně Tisová u Nejdku)

## Společnost
- Muzeum Nejdek
- Mattoniho muzeum Nejdek
- Městská knihovna
- Kino Nejdek
- Divadlo Nejdek
- Kulturní dům Nejdek
- Kruh přátel hudby

Každoročně se zde pořádá v červnu Nejdecká pouť a v prosinci Krušnohorský vánoční jarmark. Pravidelně každý měsíc od září do května se koná koncert vážné hudby v rámci Kruhu přátel hudby. Koncerty se konají ve velkém sále kina. V kulturním domě v Nejdku se každý měsíc koná hudební koncert (rock, bigbeat, jazz aj.). Nejdecké Mattoniho muzeum je zaměřeno na historii podnikatele Heinricha Mattoniho. Je zde umístěn a vystavován rozsáhlý archiv společnosti, jediný dochovaný soubor památek na tohoto karlovarského rodáka svého druhu.
Spolek Exulant sdružuje potomky českých exulantů pro víru a zájemce o dějiny českých protestantů.

## Pamětihodnosti

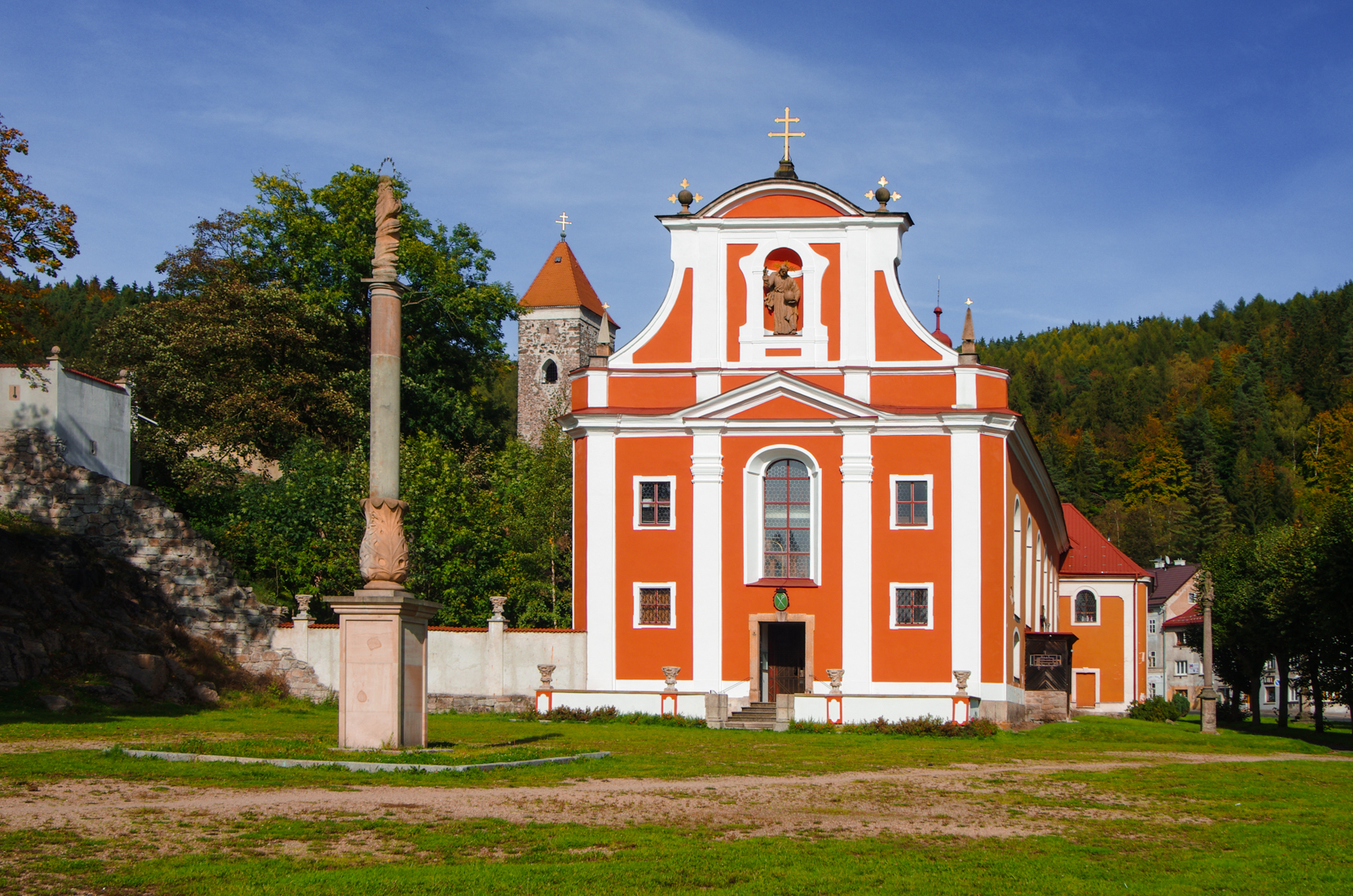
Kostel svatého Martina

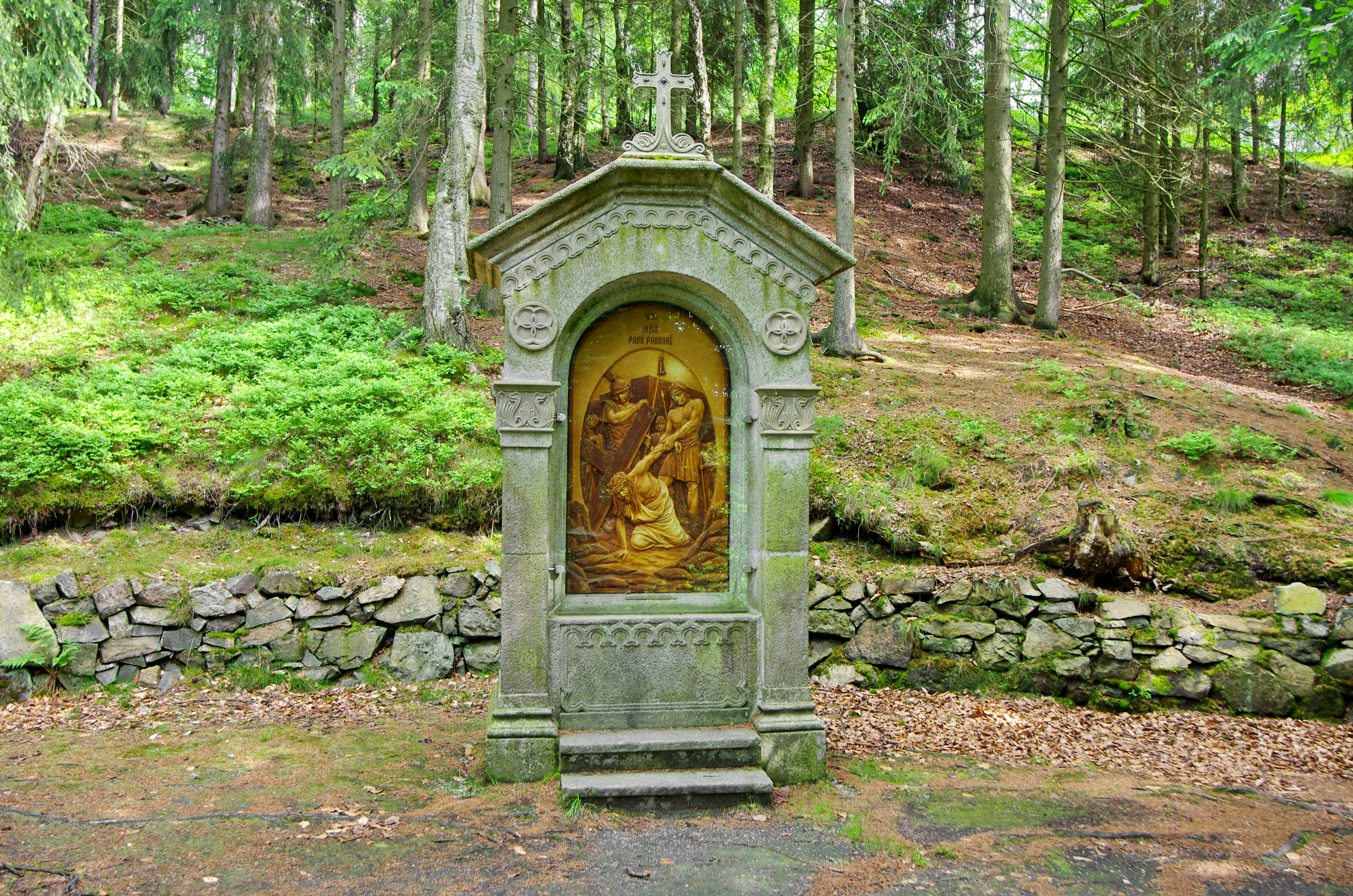
Jedno ze zastavení nejdecké křížové cesty

- Hrad Nejdek je zřícenina románsko-gotické věže, zbytek původního hradu postaveného v období kolem roku 1250[21]
- Nejdecká křížová cesta – vybudována v letech 1851–1858
- Nejdecký zámek z počátku sedmnáctého století. Současná podoba je z přestavby roku 1889.
- Kostel svatého Martina byl původně gotická stavba připomínaná v roce 1354, která byla v letech 1755 1756 barokně přestavěna a o více než polovinu zvětšena.
- Evangelický kostel Vykupitele je neogotický kostel z roku 1904, nápadný svou zdvojenou jehlancovou střechou věže.
- Krušnohorský semmering – horská část druhé nejvýše položené železniční trati v ČR, která vede z Karlových Varů do německého Johanngeorgenstadtu
- Buková alej v ulici Pod Lesem s 11 památnými stromy buků lesních
- Čtveřice lip srdčitých u Zimů
- Javor u Hanáků
- Lípa u benzinové stanice

## Osobnosti
- Kateřina z Redernu (1564–1617), šlechtična
- Ignác Sichelbarth (1708–1780) – misionář, malíř a mandarín na císařském dvoře v Pekingu
- Wenzel Kuhn (1854–1933) – poslanec Říšské rady
- Heinz Kurt Henisch (1922–2006) – fyzik, profesor fyziky a historie fotografie
- Vladimír Ráž (1923–2000) – český herec
- Ladislav Schejbal (* 1936) – fotbalista
- Petr Rychlý (* 1965) – český herec, komik a moderátor

## Partnerská města
- Johanngeorgenstadt, Německo